# Kiskunhalas–Bácsalmás–Regőce-vasútvonal
Az egykori 169-es számú Kiskunhalas–Bácsalmás–Regőce-vasútvonal a Bácska északnyugati részén feküdt.

## Története
A MÁV Budapest–Zimony-vasútvonalának kiskunhalasi állomásától épített helyiérdekű vasútvonalat a Halas–Bácsalmás–Rigyiczai HÉV társaság építette. A 69,6 km hosszú, síkvidéki jellegű vonal Regőcén (régiesen Rigyicza, 1904-ben, a vasút megnyitása utáni évben kapta a település a Regőcze nevet) csatlakozott a Baja–Zombor–Újvidék között kiépült, szintén helyiérdekű vasútvonalhoz. A vonal Bácsalmáson keresztezte a Budapest–Zimony-vasútvonalhoz tartozó Szabadka–Baja szárnyvonalat. Az alig egy év alatt elkészült vasútvonalat 1903. október 31-én adták át a forgalomnak. A vasút síkvidéki jellege ellenére az alépítmény kialakítása jelentős munkával járt, a felépítmény 23,6 kg/fm tömegű, „i” jelű sínekből épült, a pályára 12 tonna tengelyterhelést és 40 km/h sebességet engedélyeztek.

## Napjainkban
Az egykori vasútvonal Kiskunhalas és Bácsalmás közötti szakasza a Bátaszék–Kiskunhalas-vasútvonal része, a Bácsalmástól Regőcéig tartó szakasza megszűnt, a vasúti pályát felszedték.
A trianoni határ a vonalat Ólegyen megállóhely és Regőce között vágta el, a végállomás a Szerb–Horvát–Szlovén Királysághoz (későbbi nevén Jugoszláviához) került. Ólegyentől a határig tartó rövid szakaszt 1947 júniusában bontották el, a Bácsalmás és Ólegyen közötti vonalszakaszon 1960. november 1-jével szűnt meg a forgalom. A vonalszakasz megszűnése előtt a menetrendekben a 167-es számot viselte.